# 琳达·麦克马洪
琳達·瑪麗·麥克馬洪（1948年10月4日—），出生姓氏为爱德华兹（Edwards），美国共和黨政治人物，第13任美國教育部長。麥克馬洪曾任世界摔角娛樂（WWE）的前執行長，並在2017年至2019年擔任美国小企业管理局局长。
其丈夫為WWE現任總裁文斯·麦克马洪，而子女辛恩·麦克马洪、史蒂芬妮·麦克马洪則分別擔任公司要職。她常常擔任公司對外發言的角色，也曾參與劇情的演出。
她的丈夫文斯和唐納·川普是好朋友，川普還未入政治圏時常在WWE劇情客串演出。2016年12月，麥克馬洪被美國總統當選人唐納·川普提名在第一次特朗普內閣中擔任小型企業管理署署長。2024年11月19日，她被再次勝出大選的川普提名在第二次特朗普內閣中擔任教育部長。

## 早年生活
琳達·瑪麗·愛德華茲出生於北卡羅來納州新伯尔尼的威爾斯裔美國人家庭。她是獨生女，從小就是打籃球和棒球的「假小子」。她的父母都是切裡角海軍陸戰隊航空站的員工。她在一個保守的浸信會家庭長大，但晚年皈依羅馬天主教。
琳達13歲時遇到了當時16歲的文斯·麥馬漢。她的母親與文斯的母親在同一棟大樓工作，但他們從未見過面。文斯的母親不久後與琳達一家成為了好朋友，文斯曾與幾個虐待他的繼父住在一起，他很享受在他們家中感受到的穩定的感覺。琳達和文斯在高中時就一直約會。她就讀於哈夫洛克高中（Havelock High School），他之後就讀於維吉尼亞州的菲什伯恩軍事學校。在此期間，文斯是她家裡的“永久常客”，並與琳達和她的家人一起度過了非常之多個小時。
高中畢業後不久，文斯向她求婚。他們於1966年8月26日結婚，當時她17歲，他21歲。她於1966年就讀於東卡羅來納大學，並獲得法語學士學位和教師資格證。從1968年到 1971年，文斯在加入他父親的公司世界摔角聯盟（WWWF，現在的WWE）之前擔任旅行杯推銷員。琳達三年內完成了大學學業，這樣她就可以和文斯一起畢業。他們的兒子肖恩出生於1970年，女兒史蒂芬妮於1976年出生。

## 世界摔角娛樂

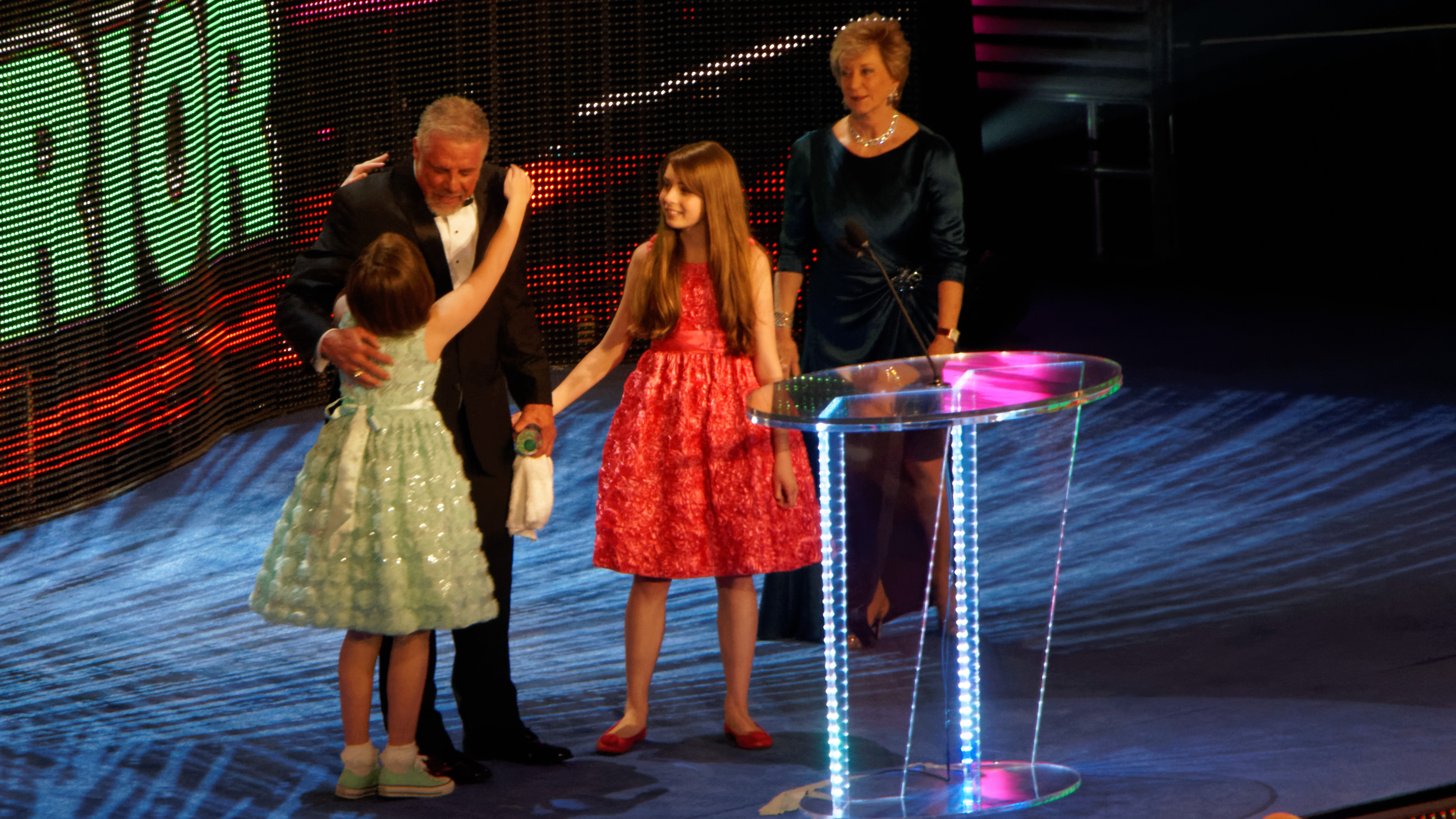
麥克馬洪於2014年4月5日出席終極戰士的世界摔角娛樂名人堂入會儀式

麥克馬洪在1999年5月3日態度時代的Raw劇集中，在故事情節期間首次在 WWF TV上首次亮相。她在接受福克斯新聞採訪時表示，她常常事先不知道故事情節是什麼，而是像一般大眾一樣觀看事件的發展。

## 政治生涯
作為一位溫和派共和黨人，她積極的參與政黨活動，2009年她受邀加入康涅狄格州教育委員會。她曾在2010年和2012年競選康乃狄克州參議員，但都最後落敗。

### 美國小企業管理局長

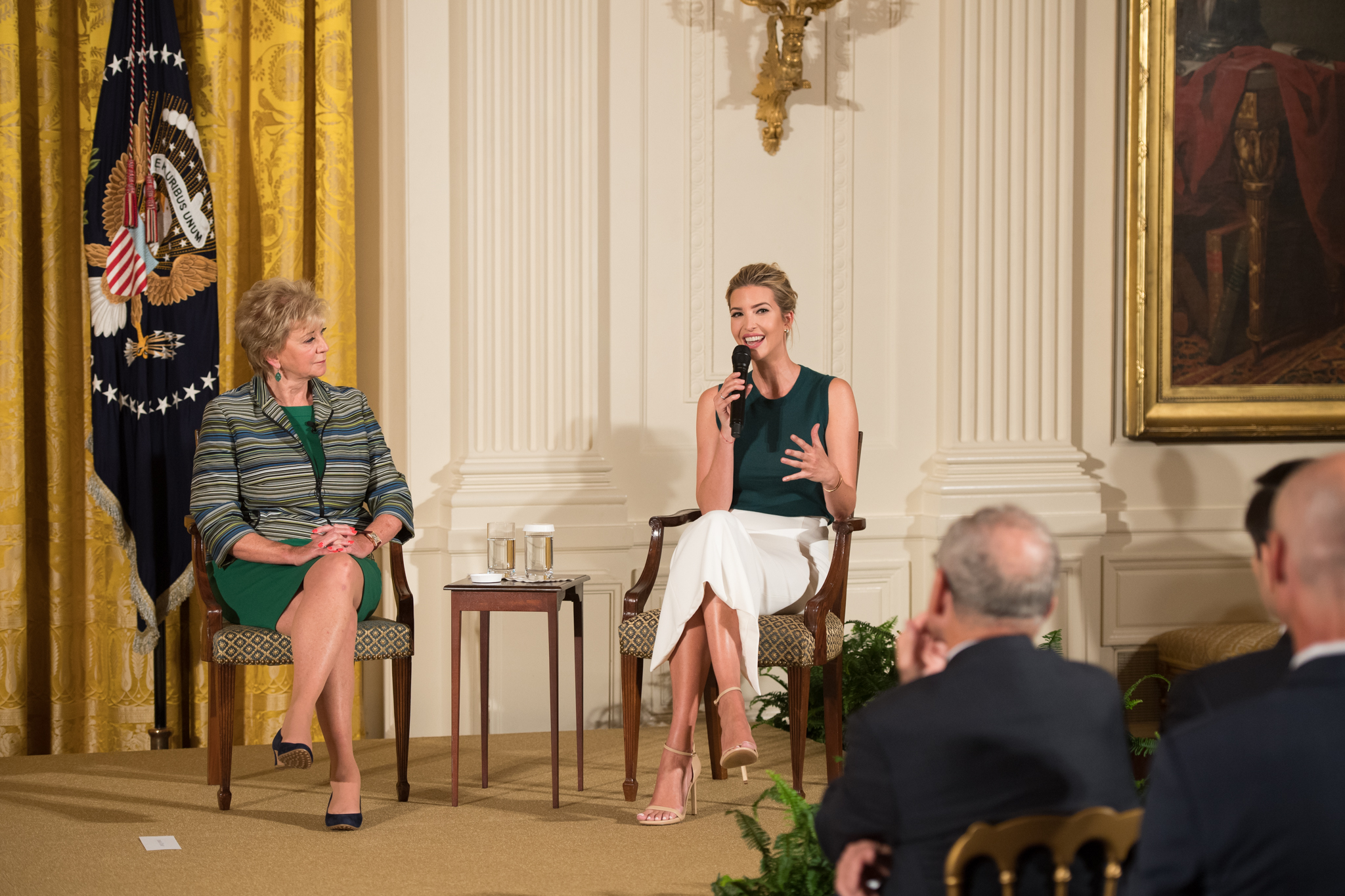
麥克馬洪和特朗普的長女兼總統顧問伊凡卡·特朗普

2016年12月，麥克馬洪被共和黨美國總統當選人唐納·川普提名在特朗普政府中擔任美國小企業管理局局長。2017年6月17日，在接受CNBC採訪時，麥克馬洪在擔任局長時表示，她「正在學習如何制定商業計劃、如何發展、如何在[一個人] 試圖吸引投資者，或進入不同的市場，而這些都是管理局不太為人所知的方面”，因為小型企業管理署的主要目標是資本、諮詢、合約和救災。她還表示，這些目標正在受到挑戰，因為該機構面臨5%的預算削減和未來的重組。“我們所做的就是調查管理局內部，我發現有一些重複的項目我們將要合併。”
2017年底，她訪問了68個城市，聽取小企業主的意見，並支持川普總統的2017年减税与就业法案。2018年1月29日，在麥克馬洪擔任局長一周年之際，《華盛頓郵報》表示，在麥克馬洪的領導下，管理局的進展“到目前為止非常好”，並讚揚她在事件發生後改善了管理局辦公室的緊急呼叫中心。
2019年3月29日，麥克馬洪宣布辭去局長職務，轉而擔任親川普超級政治行動委員會「美國優先行動」的主席，辭職於2019年4月12日生效。「美國第一行動」幫助川普在2020年美國總統選舉的連任競選籌集了8,300萬美元。

### 美國教育部長
麥克馬洪於2024年美國總統選舉與霍華德·盧特尼克一起擔任特朗普2025年過渡團隊的聯合主席。2024年11月19日，她被再次勝出大選的川普提名在第二次特朗普內閣中擔任教育部長，特朗普在聲明提到麥克馬洪會將推動把教育控制權還給各州政府。2025年3月3日，參議院以51比45票通過麥克馬洪出任美國教育部長。
2025年4月8日，在参加一场教育峰会时，麦克马洪把人工智能，即“AI”称为“A1”（A One），称美国每个学校都应提供“A1”教育。美国A1酱公司于是称美国每个学校都应提供A1牛排酱。

## 外部連結
- Linda McMahon for Senate 官方網頁 （页面存档备份，存于）
- WWE官網資料 （页面存档备份，存于）
- C-SPAN內的頁面（英文）